# Brasiliscincus agilis
Brasiliscincus agilis là một loài thằn lằn trong họ Scincidae. Loài này được Raddi mô tả khoa học đầu tiên năm 1823.